# 韋淵
韦渊（?—?），南宋外戚，开封府（今河南省开封市）人。韦太后季弟，宋高宗的舅舅。

## 生平
靖康二年（1127年），官至拱卫大夫、忠州防御使、勾当军头引见司。金国军队退兵，张邦昌派他到济南给康王赵构送信。赵构即位为宋高宗，以他为亲卫大夫、宁州观察使、知东上閤门事，同管客省、四方馆、閤门事。他性情暴躁，不顺法度，高宗让他担任福建路副总管，后来转任德庆军节度使，召他到行在临安府，任开府仪同三司。金国放回韦太后，高宗封韦渊为平乐郡王，迎韦太后至临安。韦渊致仕，奉朝请，迁少师。韦太后朝拜景灵宫，韦渊见到姐姐，出言诋毁，被高宗派侍御史治罪，贬到袁州安置，之后复职，历任太保、太傅。死后赠太师。

## 家庭

### 父
- 韦安道，封郡王。韦安道是韦子华与汉国夫人杜氏所生，韦子华是韦舜臣与楚国夫人段氏所生

### 母
- 益国夫人宋氏，赠秦国夫人。

### 兄
- 韦宗闵
- 韦宗颜

### 兒子
- 韋訊
- 韋謙
- 韋讜

### 孫子女
- 韋璞
- 华国夫人韦氏，嫁孝宗次子赵恺

## 延伸阅读
[在维基数据编辑]
 《宋史·卷465》，出自脱脱《宋史》